# 曾文水庫防淤隧道
曾文水庫防淤隧道位於臺灣嘉義縣大埔鄉與臺南市楠西區之間，是一座相連於曾文水庫蓄水庫區與下游曾文溪之間，專門用於以水力排除曾文水庫淤沙的導水隧道。該座隧道是當今全臺最大的水利地下工程，也是全球首座使用象鼻鋼管工法的排砂導水隧道。該項隧道興建工程由經濟部水利署推動，南區水資源局承辦，已於2018年1月完工啟用，每年預估可有效排除曾文水庫內有104萬立方米的淤沙，將可大大減少人工抽砂與挖沙的人力經費。

## 沿革

### 緣起
近年因受到全球暖化與氣候變遷造影響，造臺灣地區氣候逐漸轉變為降雨時間集中且大量，使多處水庫淤積狀況日漸加劇。尤其是2009年8月8日，中颱莫拉克侵襲臺灣，造成中南部地區多處災情的八八風災。
其中，位於嘉義縣大埔鄉的曾文水庫，更因為曾文溪上游大量雨水夾帶土砂沖刷進水庫中，使得水庫增加了近9,108萬立方公尺的淤沙堆積，其淤沙堆積高度更到達海拔171公尺，遠高過曾文發電廠進水口的海拔165公尺與永久河道放水口的155公尺，淤沙量也占當初曾文水庫設計總容量的12％，等同於水庫瞬間減少了近20年的壽命。
再加上，曾文水庫自1973年開始蓄水啟用以來，至今已營運逾40年，水庫本身已開始需要面對水庫淤積、老化等嚴峻問題，近年來也因為環保意識抬頭以及政府財政拮据等因素，導致難以興建新水庫的狀況下，如何延長水庫壽命，使水庫「回春」成為政府單位著重的方針。
因此經濟部水利署開始研擬各項曾文水庫的排砂方案，並自2010年起針對臺灣南部多處淤積嚴重的水庫，投入新臺幣416億元，進行水庫周圍各項水路設施的改善與排砂設施規劃。

### 興建
2013年5月7日上午10時，曾文水庫防淤隧道工程舉行動工典禮，由水利署總工程司曹華平主祭，並邀集多位中央與地方政府機關首長依同出席典禮，以期工程順利平安。
2014年3月，曾文水庫防淤隧道工程正式展開，該項工程計畫自曾文水庫庫容區大壩壩座左岸，興建一座本防淤隧道工程進水口位於大壩左壩座，興建一座象鼻鋼管，由象鼻鋼管藉著水壓，將庫底泥砂連帶著經由長達1.2公里的隧道往下游曾文溪排出，並在隧道出口之前，建有一座大型的地下消能池，該消能池為大跨度地下坑室開挖的消能池，最大開挖深度約46公尺、最大開挖寬度約30公尺，最大開挖斷面積1,058平方公尺，是全臺最大的水利地下工程，被消能後的泥水於曾文水庫一號導水隧道旁匯入曾文溪。
在進水口象鼻鋼管之部分，由於曾文水庫與國內外其他水庫較不同之處為水位高低差達60公尺，因此在進水口的設計部分，隧道洞口無法有效圍堰而布置於庫底，但技術可行的隧道開挖僅能到達底部庫底海拔190公尺處，無法到達水庫淤積面的海拔176公尺處，如果無法自淤積面排砂，其排砂效果十分有限。因此，為有效排放底層渾水，排砂隧道端部分，再興建一段項壩底延伸的引水鋼管段，其外型相似於大象之象鼻，因此得名「象鼻鋼管」。
至於鄰近隧道口的消能池，為消除大量水流沖擊力，因此設計上，也以中間柱區分成了南、北兩側的出水口，其工法為，在山體內開鑿巨大的地下洞室，並透過洞室內的3座跌水工，減緩從隧道內傾洩而下的水流流速，以藉此減緩對岸曾庫公路的護岸的衝擊，以及對曾文溪河床的影響。
2015年5月，曾文水庫防淤隧道工程榮獲勞動部職安署104年度公共工程金安獎。
因消能池的工程過於浩大與艱鉅，使得整體工程的工程難度及危險性增添許多，也因此自動工以來，已有上百梯次國內外的產官學界團隊前往施工現場參訪，中華民國隧道協會也於105年度年會舉行前，特地安排協會中的130多人前往曾文水庫瞭解隧道工程的施工重點與工法並進行技術交流。
2017年10月，曾文水庫防淤隧道工程其工程進度已經到達98%，於2018年1月正式完工啟用。於2018年8月下旬臺灣暴雨期間，總排砂量為240,000立方公尺。

## 技術資訊

### 象鼻鋼管段
- 里程：0K - 145.97 ~ 0K - 089.35
- 象鼻鋼管結構由管中心海拔195公尺處，向下沿邊坡舖設鋼管，放置至進水口管中心海拔175公尺處，內徑10.0公尺，含前端之抗渦出挑鋼罩5.0公尺長，水平投影長約56公尺，水路長約62公尺。[2]

### 進水口隧道段
- 里程：0K - 089.35 ~ 0K - 031.15
- 此段隧道是相連於象鼻鋼管及閘控室之間的隧道，全長58.2公尺。[2]

### 閘門豎井段
- 里程：0K - 031.15 ~ 0K + 000.0
- 本段隧道分別設有地面閘控室及地下閘室，全長31.15公尺，地下閘室內，設置緊急關閉用途直立式固定輪閘門1座及日常維護操作用途弧形閘門1座共兩座閘門。[2]

### 隧道段
- 里程：0K + 000.00 ~ 0K + 862.82
- 此段隧道為主要導水隧道段，全長 862.82 公尺，隧道斷面自地下閘室後方以矩型漸變為外三心圓，內徑9公尺。[2]

### 消能池及出水口段

#### 消能池
- 里程：0K + 862.82 ~ 0K + 992.12
- 消能池之設置目的為，為有效消除水流強烈衝擊，因此自隧道末端設置有投潭消能池一座，最大淨高41.69公尺，淨寬18公尺，池底長90公尺。[2]

#### 出水口隧道
- 里程：0K + 992.12 ~ 1K + 073.93
- 為考量隧道結構安全，因此原淨寬18公尺之消能池洞室分為雙孔寬10公尺之隧道出洞，之後為與曾文溪匯流，因此出水口隧道內布置兩階跌水工再次消除水流沖擊後銜接出水口工程。[2]

#### 出水口工程
- 里程：1K + 067.12 ~ 1K + 091.32
- 出水口銜接南北兩洞隧道末端往下游漸擴至為65.83公尺長溢流堰，堰底設置排樁抵抗沖刷，溢流堰上游至下游20公尺範圍內拋放混凝土塊及塊石作為河床及基腳保護工作。[2]